# The Final Countdown (album)
The Final Countdown is het derde studioalbum van de Zweedse hardrockband Europe. Het album kwam uit op 26 mei 1986, en was een groot commercieel succes. Wereldwijd werden er alleen al in de Verenigde Staten meer dan 3 miljoen exemplaren verkocht. In meerdere landen kwam het album hoog op de hitlijsten terecht. Het was opgenomen in verschillende studio's in Zürich, Stockholm, Atlanta, en in Berkeley.
Er kwamen van dit album vijf singles uit: "The Final Countdown", "Love Chaser", "Rock the Night", "Carrie" en "Cherokee". Het eerste nummer was verantwoordelijk voor Europe's mainstream populariteit.
Acht van de tien nummers op dit album kwamen voor in de comedyfilm Hot Rod uit 2007.

## Tracks
| Nr. | Titel               | Duur |
| --- | ------------------- | ---- |
| 1.  | The Final Countdown | 5:12 |
| 2.  | Rock the Night      | 4:03 |
| 3.  | Carrie              | 4:30 |
| 4.  | Danger on the Track | 3:45 |
| 5.  | Ninja               | 3:46 |

| Nr. | Titel          | Duur |
| --- | -------------- | ---- |
| 1.  | Cherokee       | 4:20 |
| 2.  | Time Has Come  | 4:01 |
| 3.  | Heart of Stone | 3:46 |
| 4.  | On The Loose   | 3:08 |
| 5.  | Love Chaser    | 3:27 |

## Medewerkers
- Joey Tempest – zang
- John Norum – gitaren, achtergrond zang
- John Levén – basgitaar
- Mic Michaeli – keyboards, achtergrond zang
- Ian Haugland – drums, achtergrond zang
- Kevin Elson – producent, techniek, mixer
- Wally Buck – techniek, mixer
- Bob Ludwig – mastering
- Michael Johansson – fotografie
- Les Katz – album-illustratie
- Joel Zimmerman – artdirector